# Bauer Cup 2008
Il Bauer Cup 2008 è stato un torneo di tennis facente parte della categoria ATP Challenger Series nell'ambito dell'ATP Challenger Series 2008. Il torneo si è giocato a Eckental in Germania dal 3 al 9 novembre 2008 su campi in sintetico indoor e aveva un montepremi di €35 000+H.

## Vincitori

### Singolare
Denis Gremelmayr ha battuto in finale  Roko Karanušić con il punteggio di 6–2, 7–5

### Doppio
Yves Allegro /  Horia Tecău hanno battuto in finale  James Auckland /  Marcio Torres con il punteggio di 6–3, 3–6, [10–7]